# Aranyosgadány
Aranyosgadány (hongrois : Aranyosgadány [ˈɒrɒɲoʃɡɒdaːɲ] ; croate : Ranjoš) est une localité hongroise située dans le comitat de Baranya.

## Site et localisation

### Topographie et hydrographie
Aranyosgadány est située dans les collines de Baranya, à environ 15 kilomètres au sud-ouest de Pécs. La localité est constituée de deux hameaux distincts : Aranyos, qui s'étend à l'ouest du territoire communal, et Keménygadány (ou Gadány), un secteur plus modeste situé à environ 1,5 kilomètre au sud-est d'Aranyos.
Elle est entourée par plusieurs villages : Pellérd au nord-est, Görcsöny au sud-est, Zók à l'ouest et Bicsérd au nord-ouest.

## Histoire
La première mention écrite de Gadány remonte à 1192, attestant l'ancienneté de la localité.
Aux XIVe et XVe siècles, la commune fut un siège épiscopal, avant d'accueillir un monastère appartenant à un ordre religieux.
La localité d'Aranyosgadány fut officiellement créée en 1941 par la fusion de Pécsaranyos et Keménygadány. Les deux parties du village sont séparées par environ 2 kilomètres, avec Aranyos, nichée entre deux collines, et Gadány, situé sur un plateau surélevé.
Keménygadány fut autrefois le domaine de chasse et le fief du noble et écrivain Zsigmond Kemény. Aujourd'hui, son passé aristocratique se reflète à travers plusieurs maisons paysannes authentiques, des manoirs, des bâtiments agricoles et la préservation des traditions cynégétiques qui rappellent l'héritage de la chasse dans la région.

## Population

### Minorités culturelles et religieuses
Lors du recensement de 2011, la population d'Aranyosgadány se composait à 74,4 % de Hongrois, 10,7 % d'Allemands, 10,1 % de Roms, 8,5 % de Croates et 0,3 % de Roumains, tandis que 23,4 % des habitants n'ont pas déclaré leur nationalité. En ce qui concerne l'appartenance religieuse, 55,5 % étaient catholiques romains, 3,9 % réformés, 0,3 % évangéliques, tandis que 10,1 % se déclaraient sans confession (28,5 % n'ont pas répondu).
En 2022, la composition ethnique avait évolué, avec 87,7 % de Hongrois, 18 % de Croates, 17,7 % d'Allemands, 5,4 % de Roms, 0,3 % de Slovaques et 0,3 % de Polonais. Par ailleurs, 1,4 % appartenaient à une autre nationalité étrangère non spécifiée, tandis que 10,6 % des habitants n'ont pas répondu à cette question.
Concernant la répartition religieuse, 40,6 % des habitants se déclaraient catholiques romains, 6,3 % réformés, 0,6 % grecs-catholiques, 0,3 % autres chrétiens et 1,7 % autres catholiques, tandis que 14,9 % se déclaraient sans confession (34,9 % n'ont pas répondu).

## Équipements

### Vie culturelle
Aranyosgadány accueille chaque été une colonie artistique, attirant des créateurs et artisans désireux d'explorer leur art dans un cadre rural inspirant.

### Réseaux extra-urbains
L'accès routier à Aranyosgadány se fait par deux directions principales. Il est possible d'y arriver via Bicsérd et Zók, en empruntant la route secondaire 58 102, qui se détache de la route nationale 6, ou bien depuis Pellérd par une route communale non numérotée. Une piste rurale relie également le village à la section de Keresztespuszta sur la route 5801, mais il ne dispose d'aucun accès routier direct vers ses localités voisines plus au sud.
Autrefois, la ligne de chemin de fer Pécs–Harkány–Donji Miholjac passait à proximité, mais celle-ci fut démantelée à l'été 1971. La gare la plus proche, Keménygadány-Keresztespuszta, qui portait auparavant le nom de Keresztespuszta dans les années 1960, était située quelques kilomètres à l'est de la localité, sur le territoire de Keresztespuszta.

## Personnalités liées à la localité
Aranyosgadány a vu naître plusieurs figures éminentes dans le domaine scientifique et médical.
László Papp, né le 3 octobre 1946, est un biologiste, zoologiste et entomologiste hongrois, membre titulaire de l'Académie hongroise des sciences. Il est reconnu pour ses recherches sur la structure des communautés de mouches et la taxonomie des diptères. Son travail a largement contribué à l'étude des écosystèmes et à la classification des espèces.
Lajos Papp, né le 21 mars 1948, est un chirurgien cardiaque de renom, lauréat du prix Széchenyi. Ancien professeur de l'Université de Pécs, il a dirigé la Clinique de cardiologie de la Faculté de médecine de cette même université et a également été professeur émérite à l'Université de Kaposvár. Son travail en cardiologie et en chirurgie cardiaque a marqué le domaine médical en Hongrie.